# 20840 Borishanin
20840 Borishanin è un asteroide della fascia principale. Scoperto nel 2000, presenta un'orbita caratterizzata da un semiasse maggiore pari a 2,5778111 UA e da un'eccentricità di 0,1733969, inclinata di 9,12117° rispetto all'eclittica.